# Aktöbe FK
Aktöbe Futboł Kłuby (kaz. Ақтөбе Футбол Клубы) – kazachski klub piłkarski z siedzibą w Aktobe, grający w Priemjer Ligasy.

## Historia
Chronologia nazw:
- 1967–1995: Aktiubiniec Aktöbe (kaz. Актюбинец Актөбе)
- 1996: Aktöbemunaj Aktöbe (kaz. Актөбемунай Актөбе)
- 1997–1999: Aktöbe Futboł Kłuby (kaz. Актөбе Футбол Клубы)
- 2000–2004: Aktöbe-Lento Aktöbe (kaz. Актөбе-Ленто Актөбе)
- Od 2005: Aktöbe Futboł Kłuby (kaz. Актөбе Футбол Клубы)

Klub założony został w 1967 roku jako Aktiubiniec Aktöbe i debiutował w Klasie B, strefie 5 Mistrzostw ZSRR. W 1969 zajął spadkowe 21. miejsce i pożegnał się z rozgrywkami na szczeblu profesjonalnym. Dopiero w 1976 ponownie startował we Wtoroj Lidze, strefie 2, w której występował do 1989. Ostatnie dwa sezony Mistrzostw ZSRR grał we Wtoroj Niższej Lidze, strefie 8.
Po uzyskaniu przez Kazachstan niepodległości w 1992 debiutował w Wysszej Lidze. W 1996 zmienił nazwę na Aktöbemunaj Aktöbe, a w 1997 na FK Aktöbe, ale zajął 11. miejsce i spadł do Birinszi liga. W 2000 jako Aktöbe-Lento Aktöbe wygrał rozgrywki 1. ligi i powrócił do najwyższej klasy rozgrywkowej Kazachstanu. W 2005 powrócił do nazwy FK Aktöbe.
W 2006 roku wystąpił w rundzie wstępnej eliminacji do Ligi Mistrzów, jednak odpadł po dwumeczu z łotewskim Liepājas Metalurgs.

## Sukcesy

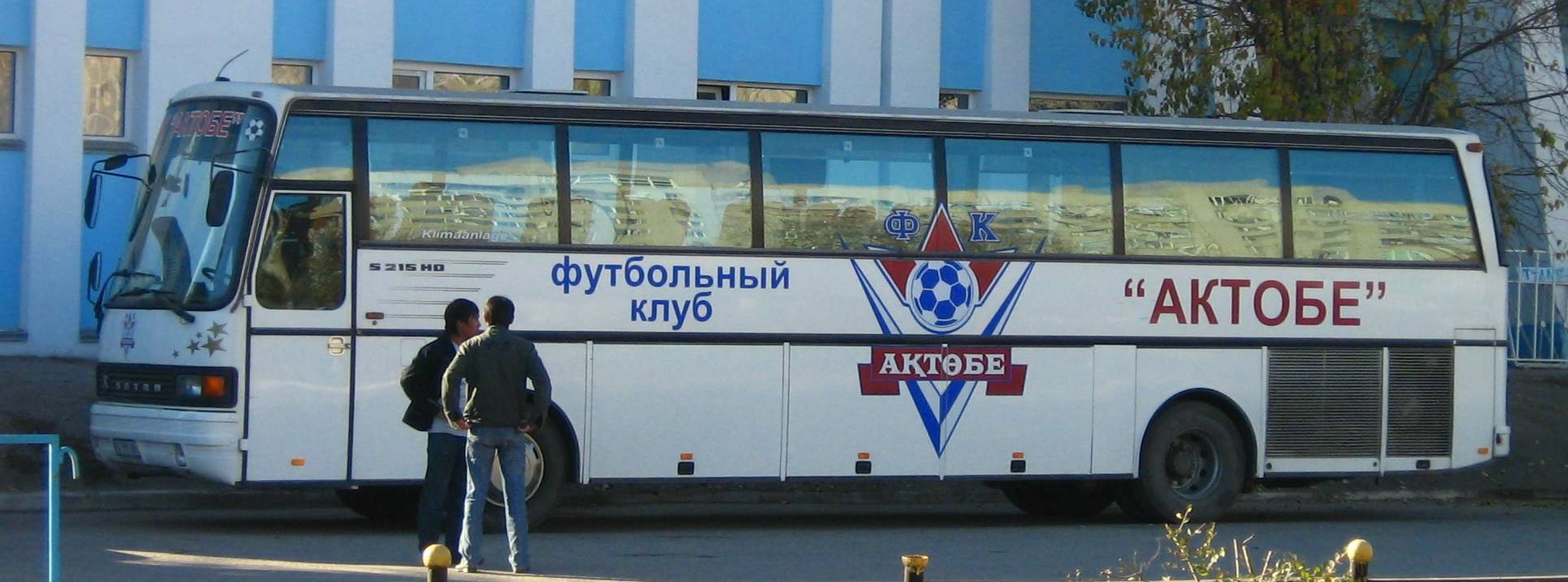
Autobus klubowy

- Wtoraja Liga ZSRR, finał: 3. miejsce (1981)
- Puchar ZSRR, grupa kazachska: 1/8 finału (1968/69)
- Mistrzostwo Kazachskiej SRR: mistrz (1966, 1981, 1991)
- Puchar Kazachskiej SRR: zdobywca (1991)
- Priemjer-Liga:
  - mistrz (2005, 2007, 2008, 2009, 2013)
  - wicemistrz (2006, 2010, 2014, 2022)
- Birinszi liga: mistrz (2000)
- Puchar Kazachstanu:
  - zdobywca (2008, 2010, 2014, 2024)
  - finalista (1994)
- Superpuchar Kazachstanu: zdobywca (2008, 2010, 2014)

## Europejskie puchary
Legenda do wszystkich tabel:
- Q – runda eliminacyjna, 1/16, 1/8, 1/4, 1/2 – odpowiednia faza rozgrywek, Grupa – runda grupowa, 1r gr – pierwsza runda grupowa, 2r gr – druga runda grupowa, F – finał, R – runda, PO – play-off
- k. – rzuty karne, los. – losowanie, Dogr. – dogrywka, w. – zasada bramek strzelonych na wyjeździe

| Sezon   | Rozgrywki               | Runda | Klub                  | Dom | Wyjazd | Ogólnie     |
| ------- | ----------------------- | ----- | --------------------- | --- | ------ | ----------- |
| 2006/07 | Liga Mistrzów           | 1Q    | Liepājas Metalurgs    | 1–1 | 0–1    | 1–2         |
| 2007/08 | Puchar UEFA             | 1Q    | SV Mattersburg        | 1–0 | 2–4    | 3–4         |
| 2008/09 | Liga Mistrzów           | 1Q    | Sheriff Tyraspol      | 1–0 | 0–4    | 1–4         |
| 2009/10 | Liga Mistrzów           | 2Q    | Hafnarfjarðar         | 2–0 | 4–0    | 6–0         |
| 2009/10 | Liga Mistrzów           | 3Q    | Maccabi Hajfa         | 0–0 | 3–4    | 3–4         |
| 2009/10 | Liga Europy             | PO    | Werder Brema          | 0–2 | 3–6    | 3–8         |
| 2010/11 | Liga Mistrzów           | 2Q    | Olimpi Rustawi        | 2–0 | 1–1    | 3–1         |
| 2010/11 | Liga Mistrzów           | 3Q    | Hapoel Tel Awiw       | 1–0 | 1–3    | 2–3         |
| 2010/11 | Liga Europy             | PO    | AZ Alkmaar            | 2–1 | 0–2    | 2–3         |
| 2011/12 | Liga Europy             | 2Q    | Kecskeméti            | 0–0 | 1–1    | 1–1, w.     |
| 2011/12 | Liga Europy             | 3Q    | Ałania Władykaukaz    | 1–1 | 1–1    | 2–2, k: 2–4 |
| 2012/13 | Liga Europy             | 1Q    | Torpedo Kutaisi       | 1–0 | 1–1    | 2–1         |
| 2012/13 | Liga Europy             | 2Q    | Milsami Orgiejów      | 3–0 | 2–4    | 5–4         |
| 2012/13 | Liga Europy             | 3Q    | KRC Genk              | 1–2 | 1–2    | 2–4         |
| 2013/14 | Liga Europy             | 1Q    | Gandzasar Kapan       | 2–1 | 2–1    | 4–2         |
| 2013/14 | Liga Europy             | 2Q    | Hødd                  | 2–0 | 0–1    | 2–1         |
| 2013/14 | Liga Europy             | 3Q    | Breiðablik            | 1–0 | 0–1    | 1–1, k: 2–1 |
| 2013/14 | Liga Europy             | PO    | Dynamo Kijów          | 2–3 | 1–5    | 3–8         |
| 2014/15 | Liga Mistrzów           | 2Q    | Dinamo Tbilisi        | 3–0 | 1–0    | 4–0         |
| 2014/15 | Liga Mistrzów           | 3Q    | Steaua Bukareszt      | 2–2 | 1–2    | 3–4         |
| 2014/15 | Liga Europy             | PO    | Legia Warszawa        | 0–1 | 0–2    | 0–3         |
| 2015/16 | Liga Europy             | 1Q    | Nõmme Kalju           | 0–1 | 0–0    | 0–1         |
| 2016/17 | Liga Europy             | 1Q    | MTK Budapest          | 1–1 | 0–2    | 1–3         |
| 2023/24 | Liga Konferencji Europy | 2Q    | Torpedo Kutaisi       | 1–2 | 4–1    | 5–3         |
| 2023/24 | Liga Konferencji Europy | 3Q    | Sepsi Sfântu Gheorghe | 0–1 | 1–1    | 1–2         |
| 2024/25 | Liga Konferencji        | 1Q    | FK Sarajevo           | 0–1 | 3–2    | 3–3, k: 3–4 |
| 2025/26 | Liga Europy             | 1Q    | Legia Warszawa        | 0–1 | 0–1    | 0–2         |
| 2025/26 | Liga Konferencji        | 2Q    | Sparta Praga          | 2–1 | 0–4    | 2–5         |